# Фенчен (Ляонін)
Фенчен (кит. спр. 凤城市, піньїнь: Fèngchéng Shì) — місто-повіт в північнокитайській провінції Ляонін, складова міста Даньдун.

## Географія
Фенчен лежить на півночі префектури на захід від Маньчжуро-Корейських гір.

### Клімат
Місто знаходиться у зоні, котра характеризується вологим континентальним кліматом зі спекотним літом. Найтепліший місяць — серпень із середньою температурою 23.9 °C (75 °F). Найхолодніший місяць — січень, із середньою температурою -7.2 °С (19 °F).
| Клімат Фенчена          | Клімат Фенчена | Клімат Фенчена | Клімат Фенчена | Клімат Фенчена | Клімат Фенчена | Клімат Фенчена | Клімат Фенчена | Клімат Фенчена | Клімат Фенчена | Клімат Фенчена | Клімат Фенчена | Клімат Фенчена | Клімат Фенчена |
| Показник                | Січ.           | Лют.           | Бер.           | Квіт.          | Трав.          | Черв.          | Лип.           | Серп.          | Вер.           | Жовт.          | Лист.          | Груд.          | Рік            |
| Абсолютний максимум, °C | 7              | 11             | 18             | 28             | 28             | 32             | 35             | 33             | 30             | 27             | 22             | 10             | 35             |
| Середній максимум, °C   | −3             | 0              | 6              | 13             | 18             | 23             | 26             | 27             | 22             | 16             | 6              | 0              | 13             |
| Середня температура, °C | −7             | −4             | 2              | 8              | 15             | 20             | 23             | 23             | 18             | 11             | 2              | −4             | 9              |
| Середній мінімум, °C    | −11            | −8             | −2             | 4              | 10             | 16             | 20             | 20             | 13             | 6              | −1             | −8             | 5              |
| Абсолютний мінімум, °C  | −25            | −21            | −15            | −2             | 2              | 8              | 12             | 11             | 2              | −5             | −13            | −21            | −25            |
| Норма опадів, мм        | 10             | 10             | 20             | 40             | 70             | 90             | 280            | 250            | 110            | 50             | 30             | 10             | 1010           |
| ----------------------- | -------------- | -------------- | -------------- | -------------- | -------------- | -------------- | -------------- | -------------- | -------------- | -------------- | -------------- | -------------- | -------------- |
| Джерело: Weatherbase    |                |                |                |                |                |                |                |                |                |                |                |                |                |